# Brasserie d'Achouffe
De Brasserie d'Achouffe is een Belgische brouwerij en destilleerderij in het Luxemburgse dorp Achouffe, vooral bekend van het bier La Chouffe. In 2006 werd ze overgenomen door Brouwerij Duvel Moortgat, waarna de 33cl-flesjes in Breendonk werden gebotteld.

## Geschiedenis
In 1982 werd de brouwerij ineen geknutseld en opgestart door de schoonbroers Pierre Gobron en Chris Bauweraerts in een oude boerderij die ze huurden van Albert Masson. Op 27 augustus 1982 werden de eerste 49 liter bier gebrouwen. Er werd dat jaar drie maal gebrouwen met een totale jaarproductie van 2 hectoliter. Op aanraden van Pierre Celis voegden ze het kruid koriander toe aan hun tripel. In 1983 werd een koelinstallatie geïnstalleerd waardoor een kleine lagerzaal met vier lagertanks van 600 liter konden gekoeld worden en bedroeg de jaarproductie 40 hl. Er werd dat jaar een nieuwe brouwzaal voor 7 hl geplaatst die uitgebreid werd zodat per keer 22 hl gebrouwen kon worden en Gobron gaf zijn werk op om voltijds in de brouwerij te werken. In de loop van 1986 werd de boerderij aangekocht door de brouwers. In 1988 begon ook Bauweraerts voltijds in de brouwerij.
In 1992 werd een nieuwe brouwzaal in gebruik genomen waardoor de jaarproductie steeg van 3200 naar 5000 hl. In 1996 werd in het nabijgelegen Fontenaille, 4 km van Achouffe, een opslagloods van 600 m² gekocht, uitgebreid naar 3000 m² en ingericht als bottelarij. De jaarproductie bleef stijgen en in 2005 werd een jaarproductie van 25.000 hl bereikt met 21 werknemers.
Op 7 september 2006 werd de brouwerij overgenomen door Brouwerij Duvel Moortgat waarbij Chris Bauweraerts in dienst kwam van brouwerij Moortgat. Pierre Gobron verliet de brouwerij in 2008 en ging verder brouwen bij de Brasserie les 3 Fourquets in Bovigny. De brouwzaal werd geautomatiseerd en uitgerust met een kookketel van 100 hl en telt dan drie ketels, de beslagketel, de filterketel en de kookketel. In 2010 volgen er nog meer uitbreidingen aan de filterkuip, het labo en twee lagertanks van elk 1000 hl. In 2012 heeft de brouwerij zes grote tankwagens die rijden tussen Achouffe en de afvullijnen in Fontenaille en Breendonk. In 2016 werd een productie van 120.000 hl gehaald met circa 100 werknemers. De afvulling in 75cl-flessen gebeurt in Fontenaille en de afvulling in 33cl-flessen bij Duvel Moortgat in Breendonk.

## Bieren
- La Chouffe - 8% - blond bier (in magnumflessen is het bekend als Big Chouffe)
- Mc Chouffe - 8% - bruin bier
- N'ice Chouffe - 10% - bruin (winter)bier
- Houblon Chouffe - 9% - IPA
- Chouffe Bok 6666 - 6,6% - bokbier (speciaal voor de Nederlandse markt)
- Chouffe Soleil - 6%, blond (zomer)bier (voorheen Bière du soleil á 4,5%)
- Cherry Chouffe - 8% - kriekenbier (sinds 2017)
- Chouffe Blanche - 6,5% - witbier
- Chouffe 40 jaar, jubileumuitgave verkrijgbaar vanaf mei 2022 - 5,6% alc./vol.
- Chouffe sans alcool alcoholvrij - 0,4% - alcoholarm bier (sinds 2023)
- Chouffe Lite 4.0% - 4,0% (sinds 2024)

### Voormalige bieren
- Kwelchouffe - 8,5% - blond bier
- Bière de Mars - 7,5% - paasbier of lentebok

## Andere dranken
- Esprit d'Achouffe - 40% - eau de vie of bierbrandewijn
- Chouffe Coffee - 25% - koffielikeur gemaakt van de Esprit d'Achouffe (maar niet door de brouwerij zelf geproduceerd)
- Chouffe Cream - 20% - roomlikeur gemaakt van de Esprit d'Achouffe

## Andere producten
- Patachouffe is een Belgische kaas die is ontstaan naar aanleiding van het succes van Chouffe-bieren.
- Marcachouffe-worst gemaakt in samenwerking met de Ardense rookworstfabrikant Marcassou.

## Fotogalerij

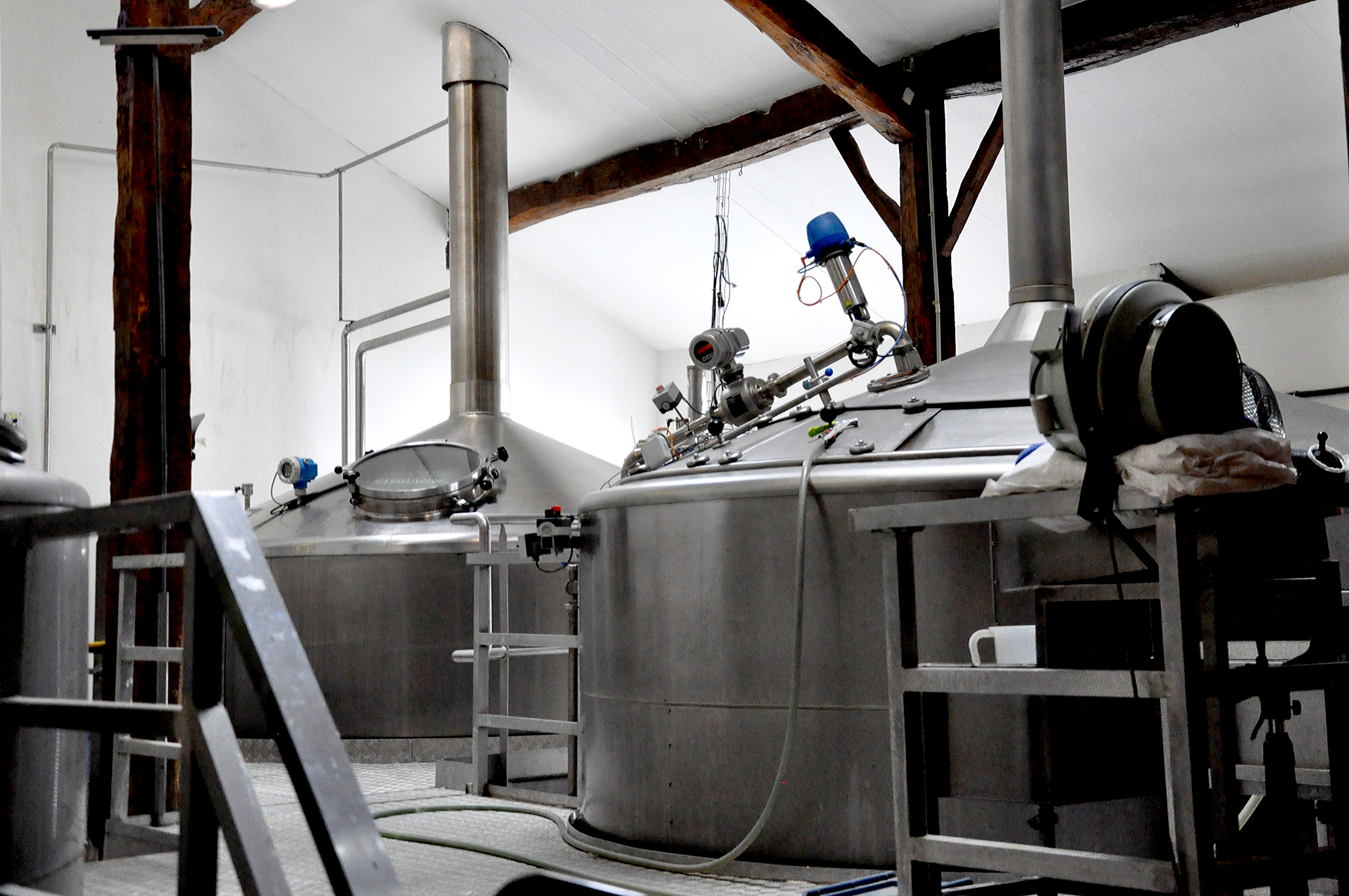
Filterketel (vooraan) en kookketel (achteraan)
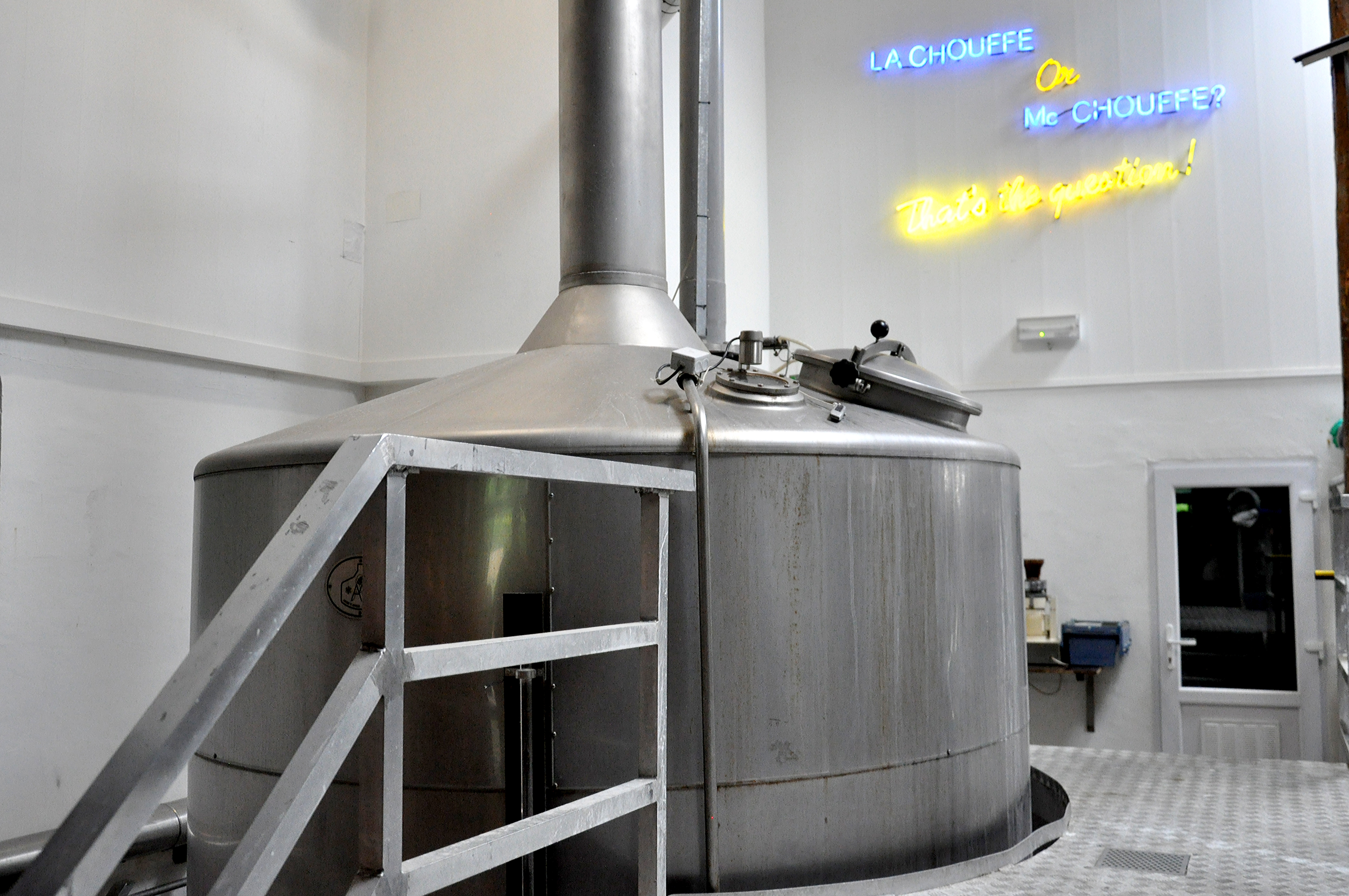
Beslagketel
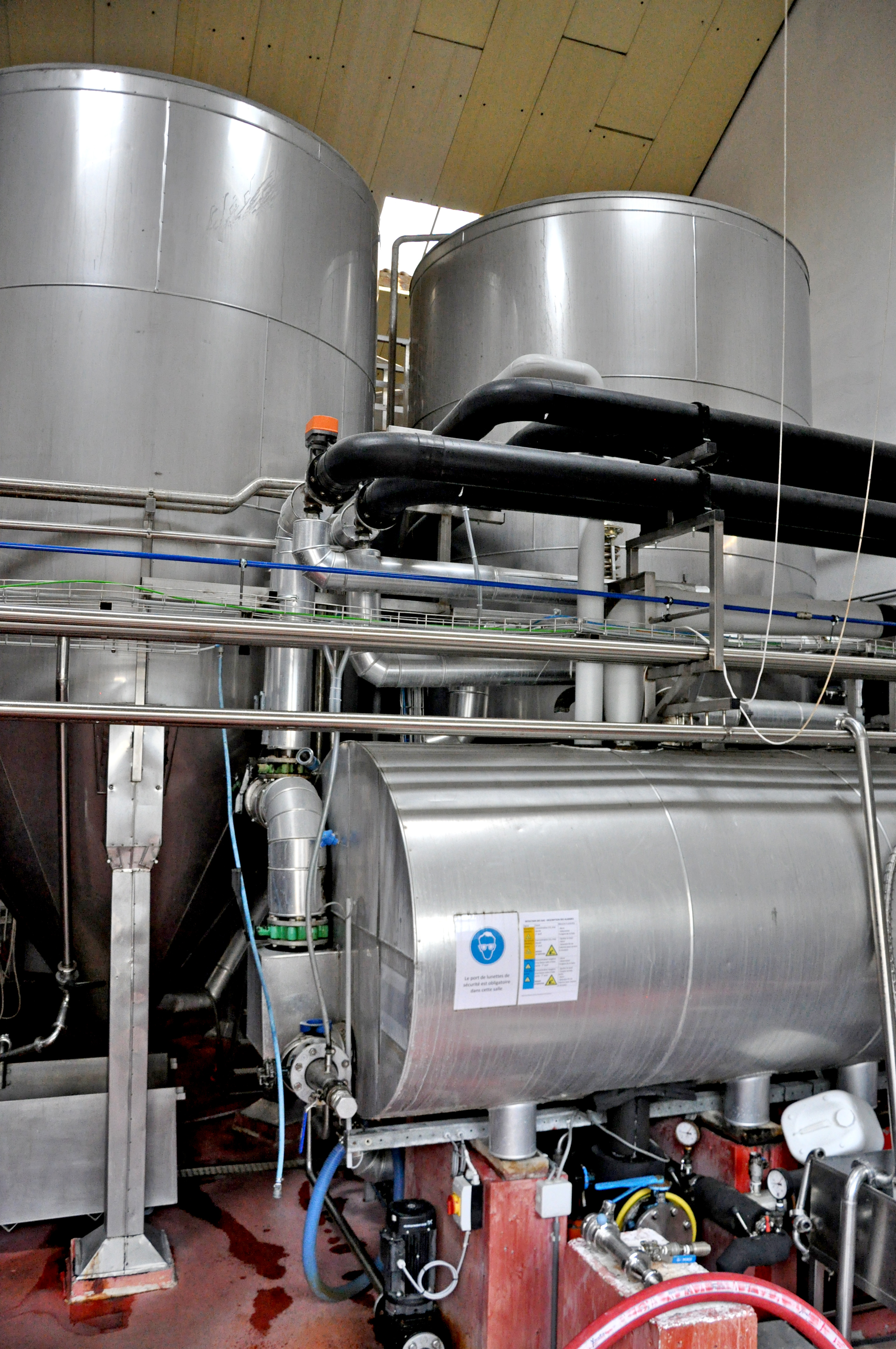
Gistingstanks
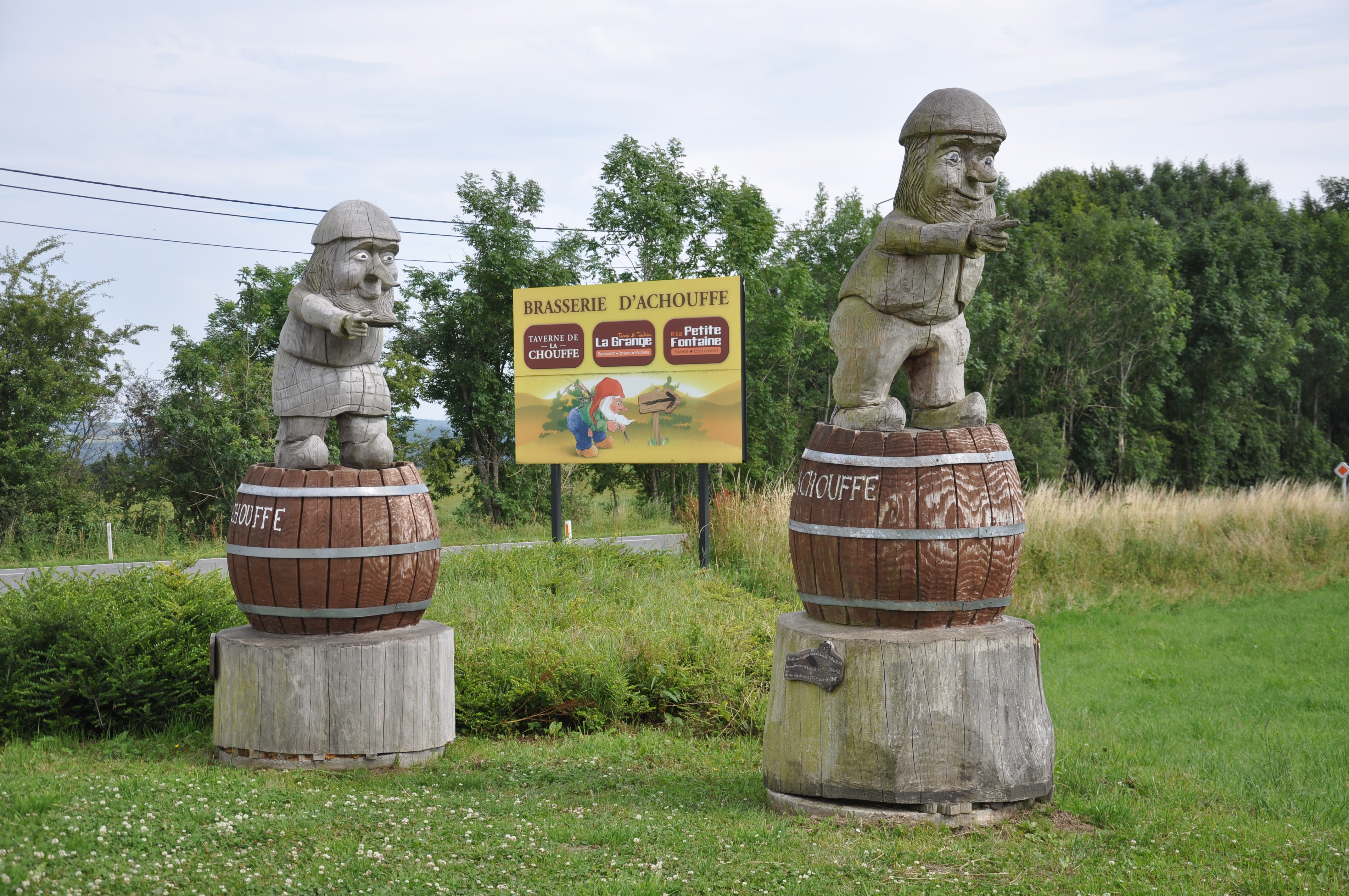
De Chouffekabouters nabij Fontenaille
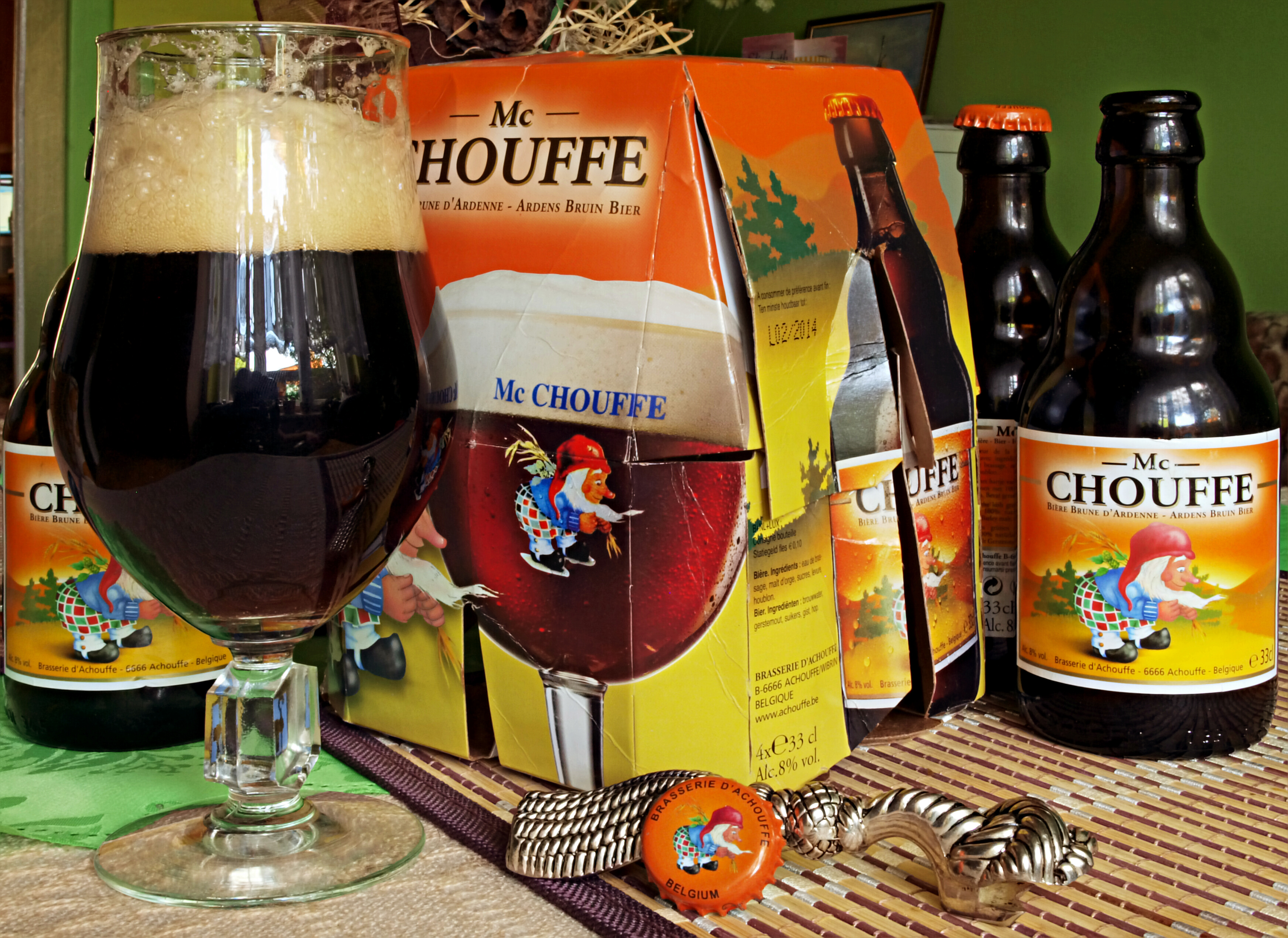
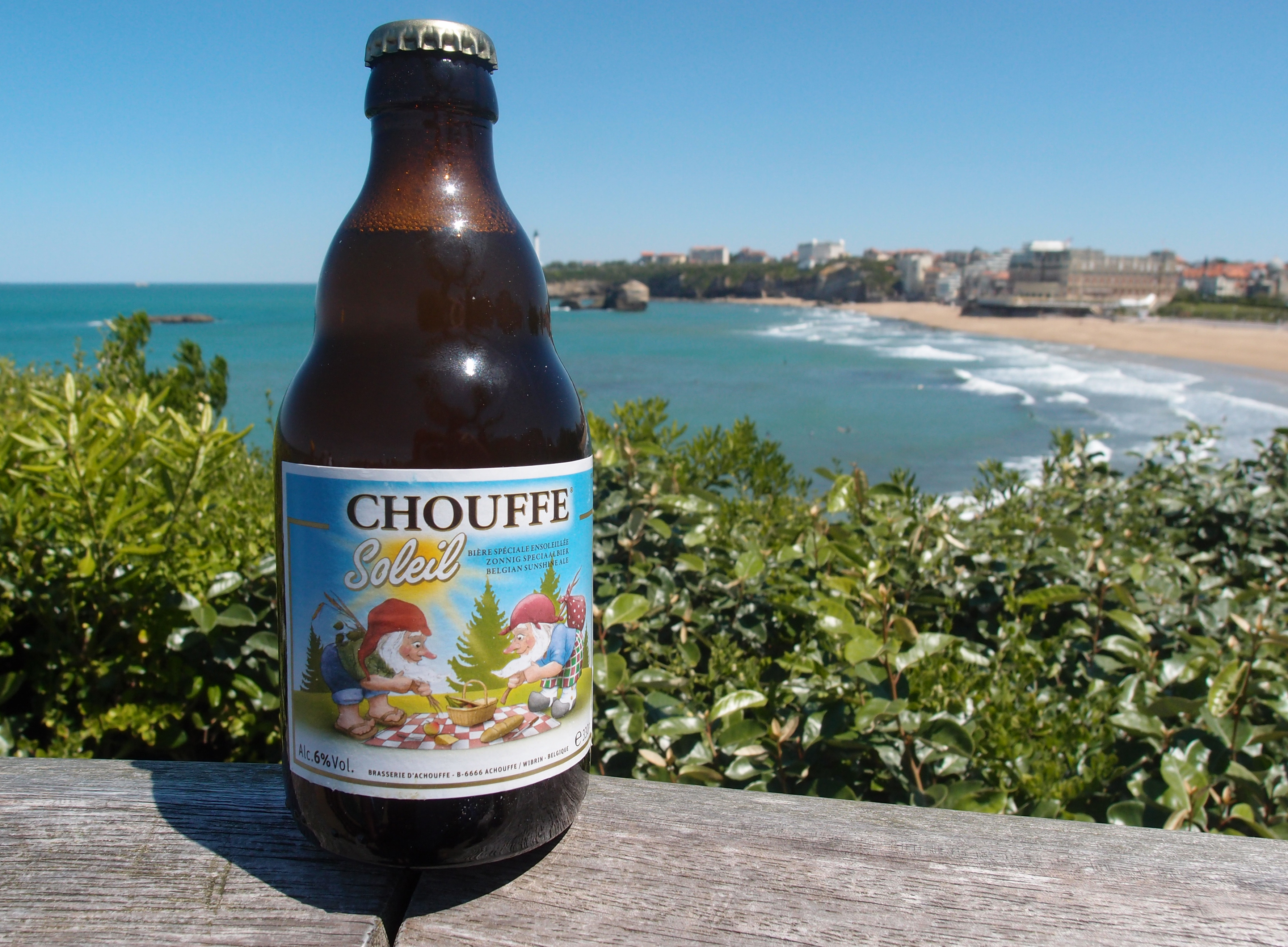